# Juliet Landau
Juliet Rose Landau (ur. 30 marca 1965 w Los Angeles w stanie Kalifornia, USA) – amerykańska aktorka.

## Filmografia
- Więcej czadu (1990, Pump Up the Volume) jako Joni
- Neon City (1992) jako Twink
- Ed Wood (1994) jako Loretta King
- Na celowniku (1994, Direct Hit) jako Shelly
- Theodore Rex (1995) jako Dr Shade
- Life Among the Cannibals (1996) jako Rachel
- Ravager (1997) jako Sarra
- Buffy: Postrach wampirów (1997–2003, Buffy the Vampire Slayer) jako Drusilla
- Carlo's Wake (1999) jako Anna Torello
- Anioł ciemności (1999–2004, Angel) jako Drusilla
- Citizens of Perpetual Indulgence (2000) jako Juliet/Zoe
- Freedom Park (2001)
- Repossessed (2002) jako Alison Labatte
- 'Angel': Season 2 Overview (2003) jako ona sama
- Krwawa masakra w Hollywood (2004, The Toolbox Murders) jako Julia Cunningham
- The 100 Scariest Movie Moments (2004) jako ona sama
- Going Shopping (2005) jako Isabella
- Fatal Reunion (2005) jako Lisa Calders / Dana Declan
- Hack! (2006) jako Mary Shelley King
- The Secret Life of Superfans (2006)
- Land of Canaan (2007) jako Elizabeth